# جيمي أوتس
جيمي أوتس (بالإنجليزية: Jimmy Oates)‏ (19 مارس 1991 في أستراليا - ) هو لاعب كرة قدم أسترالي في مركز الدفاع. لعب مع سنترال كوست مارينرز.

## وصلات خارجية
- جيمي أوتس على موقع قاعدة بيانات كرة القدم.إي يو (الإنجليزية)
- جيمي أوتس على موقع Soccerbase.com (لاعب) (الإنجليزية)